# Podgórze (Kraków)
Podgórze (oficjalnie Wolne i Królewskie Miasto Podgórze) – obszar Krakowa obejmujący zachodnią część obecnej dzielnicy XIII. Dawniej samodzielne miasto, które otrzymało prawa miejskie 26 lutego 1784 (rzekomo jako Josephstadt, na co jednak brak przekonujących dowodów). 1 lipca 1915 połączyło się z Krakowem i zostało jego XXII dzielnicą katastralną.
Podgórze uzyskało prawa miejskie w 1784 roku, w 1810 roku włączone do Krakowa, ponowne nadanie praw miejskich w 1815 roku, połączone z Krakowem w 1915 roku.
W 1994 roku Podgórze wraz ze Starym Miastem, Wawelem, Stradomiem, Piaskiem, Kazimierzem i Nowym Światem zostało uznane za Pomnik historii.

## Historia
Po I rozbiorze Polski władze austriackie utworzyły nowy ośrodek administracyjny i gospodarczy. Początkowo tworzono go w oparciu o wieś Ludwinów, którą zamierzano rozbudować, jednak ostatecznie wybór padł na tereny dotychczas słabo zagospodarowane i zaludnione leżące naprzeciw Kazimierza u stóp Góry Lasoty (stąd nazwa Podgórze), gdzie rozchodziły się drogi do Krakowa, Wieliczki i Skawiny. Udogodnienia wprowadzone patentem cesarskim z 1781 r. przyciągnęły rzemieślników i kupców. Liczne przywileje cesarskie gwarantujące daleko idącą swobodę osobistą (zwolnienie ze służby wojskowej, wolność wyznania i in.), prowadzenia działalności gospodarczej (bezpłatny przydział gruntów, zwolnienie z podatków, pomoc finansowa itp.), a także przygraniczne położenie na brzegu spławnej rzeki i na połączeniu szlaków handlowych, zapewniły Podgórzu szybki rozwój (w 1787 r. miało już 108 domów), które zaczęło stanowić konkurencję handlową dla Krakowa.
W 1784 r. cesarz Józef II nadał Podgórzu prawa wolnego miasta królewskiego, a w 1785 r. herb:
„W roku 1785 powstało z części tej wsi [Ludwinów] i kilku domów nad Wisłą zwanych Podgórzem miasto Podgórze. Cesarz Józef II nadał miastu wolność handlu i nazwał je Josefstadtem, ale to nazwisko ustąpiło dawniejszemu”.
III rozbiór Polski (1795) osłabił czynniki decydujące o uprzywilejowanej pozycji Podgórza. Jego rozwój nie następował już w takim tempie jak w pierwszej fazie.
W początkach XIX w. miasto przekształciło się w ośrodek o wyraźnym charakterze handlowo-przemysłowym. W 1809 r. w wyniku traktatu pokojowego z Schönbrunnu miasta: Kraków, Podgórze i Wieliczka wraz z otaczającymi je terenami włączone zostały do Księstwa Warszawskiego.
W 1810 r. wprowadzono centralistyczny system administracyjny wzorowany na francuskim, w konsekwencji Podgórze zostało włączone do Krakowa. Po raz pierwszy w historii granice administracyjne miasta Krakowa sięgnęły na południe poza główne koryto Wisły. Kraków został podzielony na cztery gminy (dzielnice); Podgórze zostało IV gminą, zachowując jednak odrębność administracyjną.
W 1815 r. kongres wiedeński zdecydował o podziale ziem Księstwa Warszawskiego – odłączył Podgórze, które wróciło do Austrii, od terenów Rzeczypospolitej Krakowskiej. Wisła została rzeką graniczną pomiędzy Wolnym Miastem Krakowem a Galicją.
W połowie XIX w. rozpoczęto budowę systemu fortyfikacji w obrębie Podgórza, m.in. ufortyfikowano kopiec Krakusa, który został otoczony fortem i głęboką fosą, oraz Krzemionki Podgórskie, na których wzniesiono dwie tzw. „baszty maksymiliańskie”. Na wzniesieniach stanowiących dalekie przedpola Podgórza wybudowano forty, m.in. w Prokocimiu, Rajsku, Wróblowicach, Skotnikach, Pychowicach, Bodzowie.
W Podgórzu wydawano lokalne pismo. Był nim społeczno-literacki tygodnik „Podgórzanin”, wydawany i redagowany przez Karola Breuera. Pierwszy jego numer ukazał się 1 stycznia 1900 r. Wydano 22 numery „Podgórzanina”. Ich treść stanowi m.in. kronikę codziennego życia mieszkańców Podgórza na przełomie wieków.
W 1913 r. Prezydent m. Krakowa Juliusz Leo określił Podgórze jako „perłę w pierścieniu gmin Kraków otaczających”, co było dowodem uznania dla osiągnięć miasta. Wśród społeczności Podgórza istniała duża niechęć do połączenia z Krakowem, ostatecznie jednak w 1913 r. Rada Miasta Podgórza uchwaliła połączenie z Krakowem, oficjalnie ogłoszone dopiero w 1915 r. Uroczystość połączenia Królewskiego Wolnego Miasta Podgórze i Stołecznego Królewskiego Miasta Krakowa odbyła się 5 lipca 1915 pośrodku „trzeciego mostu”, zwanego również mostem Krakusa.
Kolejne lata były okresem zrastania się organizmów obu miast. J. Karpiniec podaje 22 sierpnia 1914 jako datę włączenia Podgórza do Krakowa. Potwierdzeniem tego może być informacja w Telegramach Gazety Lwowskiej:
Wiedeń, 28 sierpnia. Wiener Ztg. ogłasza Najw. sankcyę uchwalonego przez Sejm galicyjski projektu ustawy w sprawie połączenia Podgórza z Krakowem, w sprawie wyłączenia Podgórza z powiatu wielickiego, jakoteż w sprawie zmiany §§ 18, 42, 48, 49, 53, 54, 62, 67, 85 i 90 statutu m. Krakowa.
2 marca 1910 Rada Miejska w Podgórzu uchwaliła przyznanie obywatelstwa honorowego miasta burmistrzowi Franciszkowi Maryewskiemu. 17 marca 1914 uchwałą Rada Miasta Podgórze przez aklamację tytuły honorowego obywatelstwa Podgórza otrzymali Kazimierz Gałecki, Witold Korytowski i Juliusz Leo.
Na początku XX wieku lekarzem miasta Podgórza był dr Kazimierz Smorągiewicz (zm. 1912).
W czasie II wojny światowej, w latach 1941–1943 na terenie dzielnicy istniało getto żydowskie, do którego przesiedlono ludność żydowską z całego terenu Krakowa. Po jego likwidacji mieszkańców wywieziono do obozu pracy przymusowej w Płaszowie, a następnie do obozów zagłady, gdzie większość zginęła w komorach gazowych. W płaszowskim obozie w wyniku głodu, chorób i egzekucji straciło życie ok. 80 tys. osób.

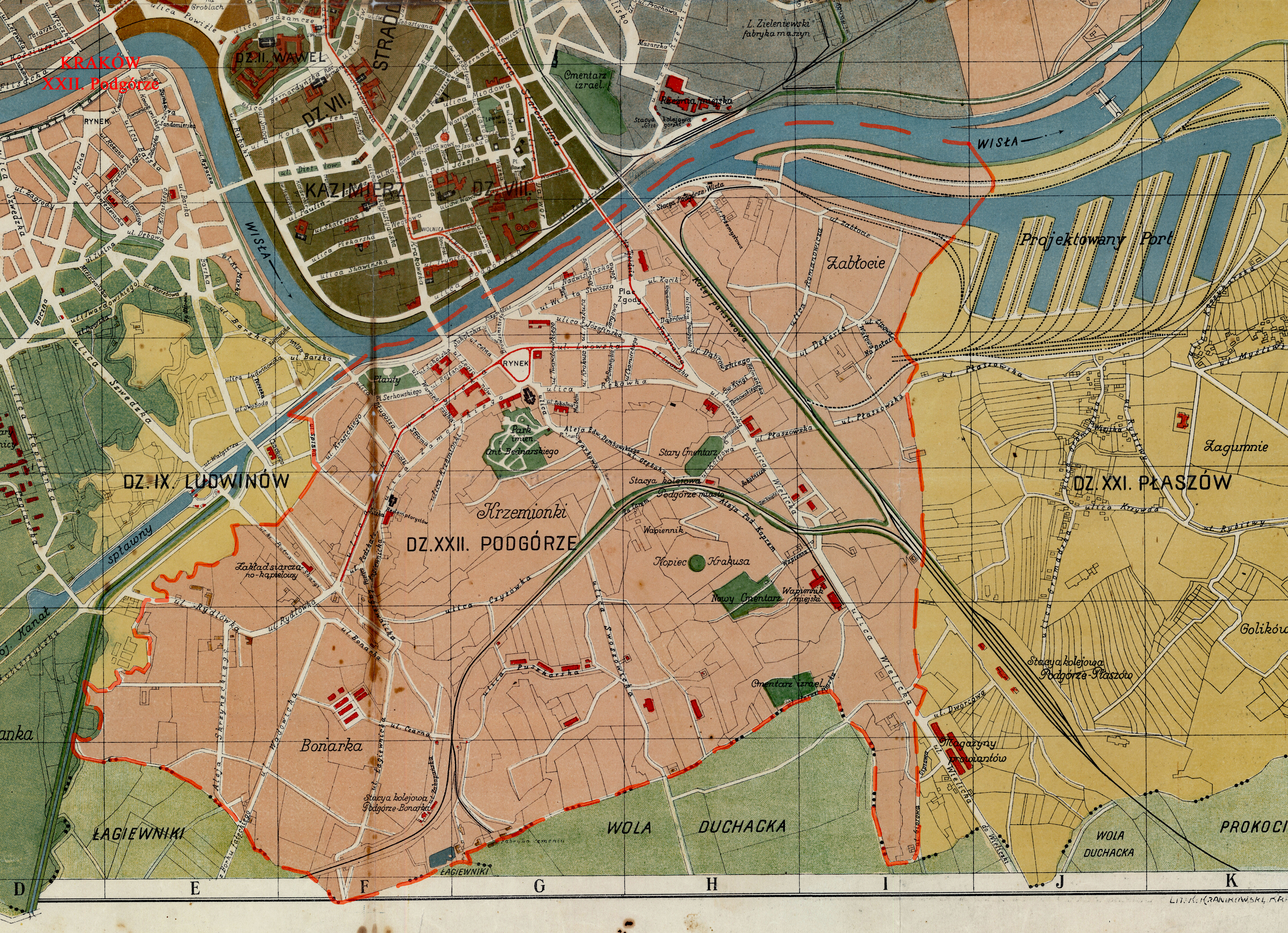
Miasto Podgórze na planie z 1916 roku już jako dzielnica Krakowa.

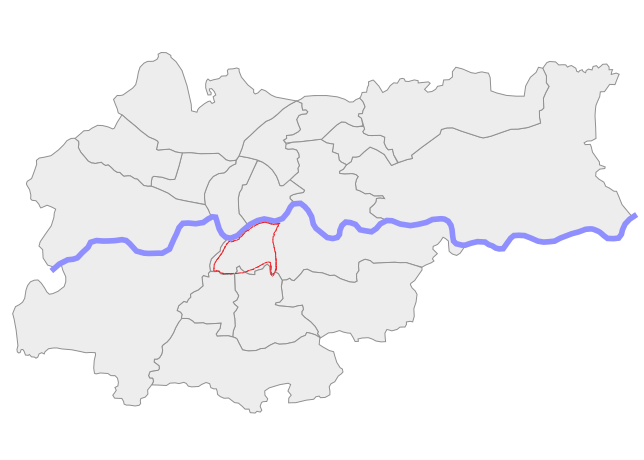
Granice Miasta Podgórza w 1915 roku na tle obecnego podziału administracyjnego Krakowa.

W 1991 roku, po reformie administracyjnej, Kraków podzielono na osiemnaście dzielnic samorządowych. Dzielnica XIII objęła historyczną część Podgórza, część Ludwinowa, Płaszów, Rybitwy i Przewóz.

## Zabytki
- Fort św. Benedykta – ciekawy przykład architektury obronnej w formie wieży maksymiliańskiej
- Kopiec Krakusa – kopiec, będący jakoby grobowcem legendarnego Kraka
- Dworek Pod Białym Orłem (pierwszy ratusz Podgórza)
- Magistrat (drugi ratusz Podgórza) – wzniesiony w latach 1844–1854 przy Rynku Podgórskim
- Stary Cmentarz Podgórski – najstarsza nekropolia Podgórza, jednocześnie najstarszy cmentarz komunalny w Krakowie
- Zajazd Pod św. Benedyktem
- Willa Kryształ (w gminnej ewidencji zabytków)

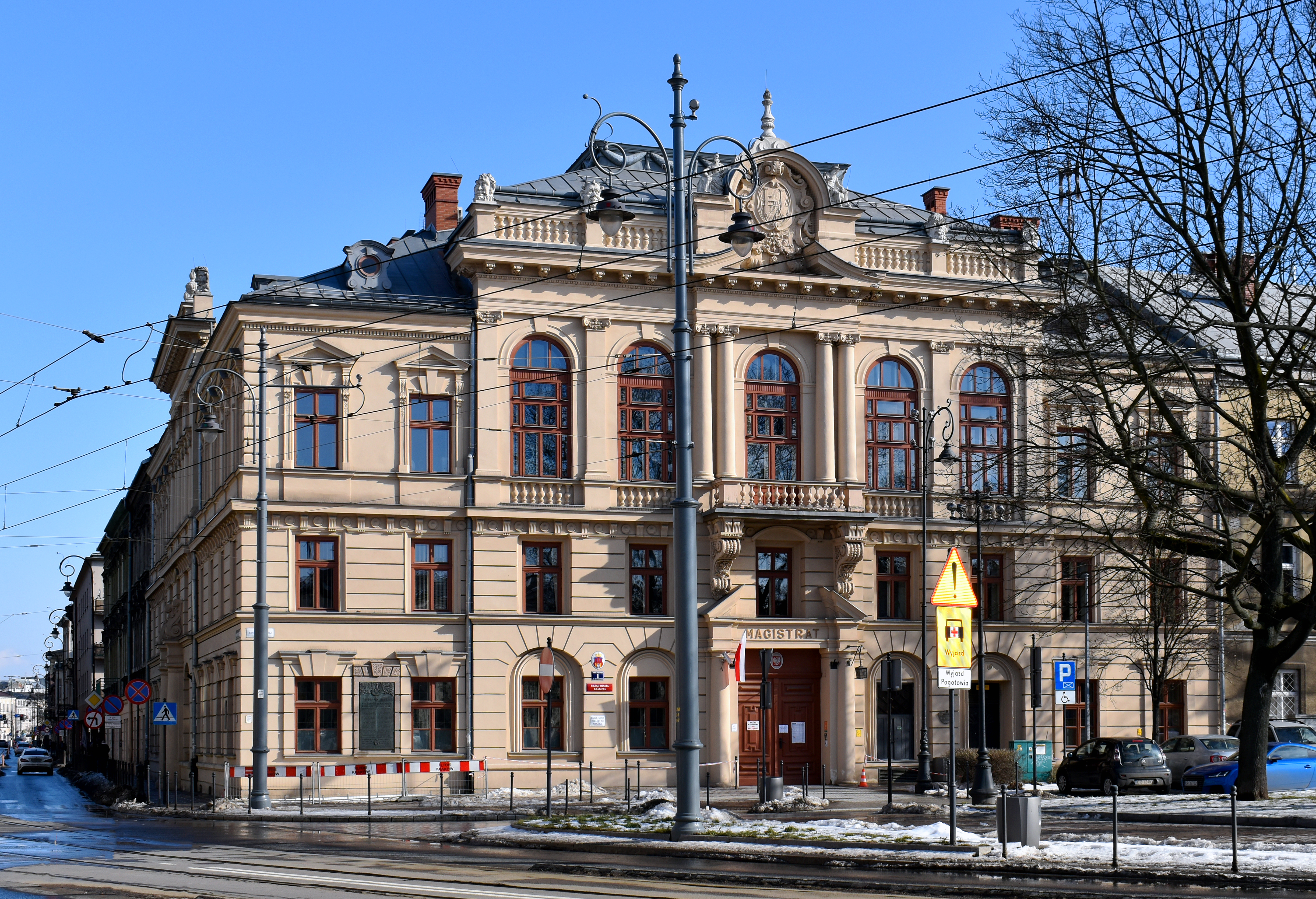
Podgórski ratusz, drugi i ostatni.
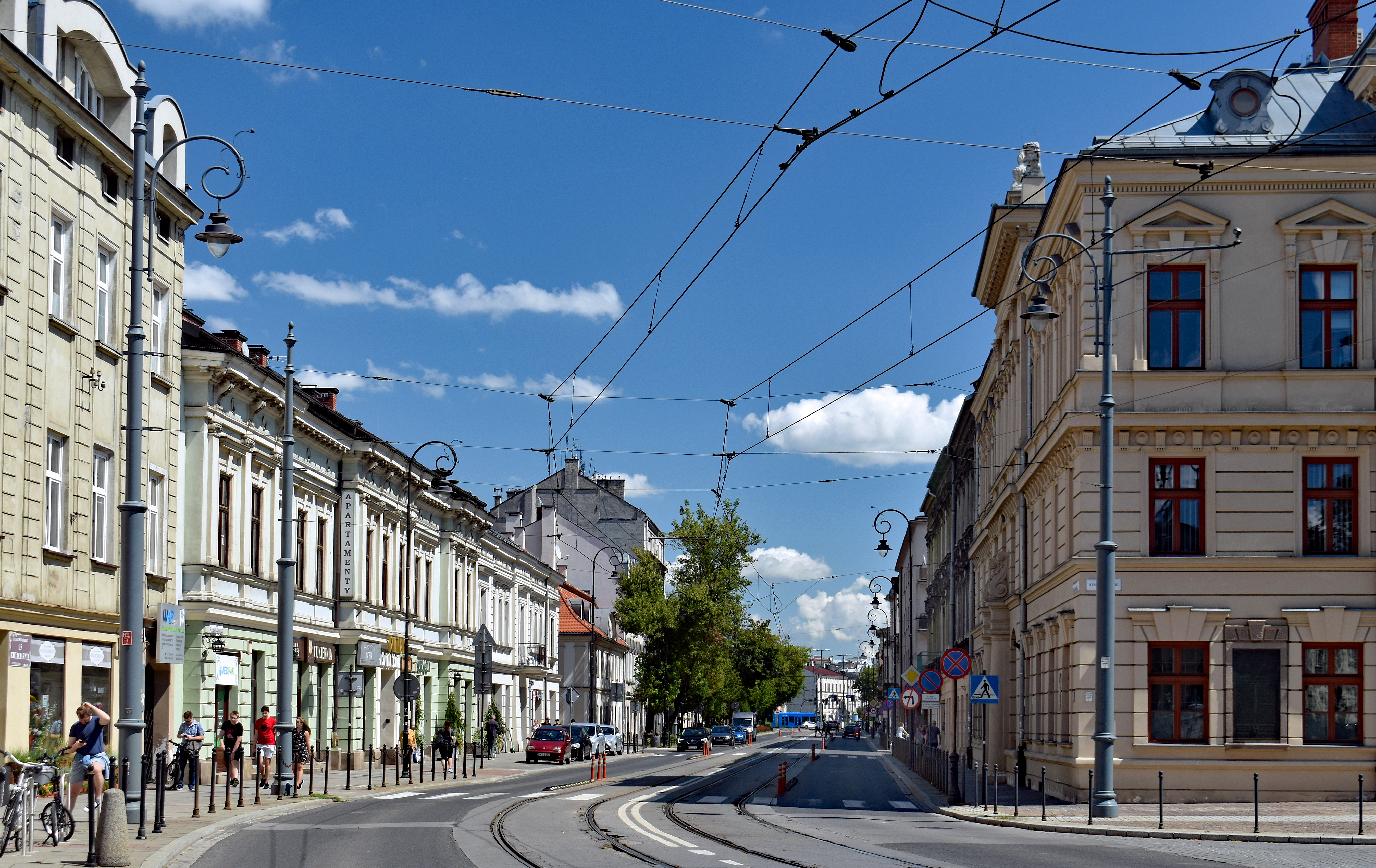
Główne ulice Podgórza widziane z Rynku Podgórskiego: ulica Bolesława Limanowskiego.
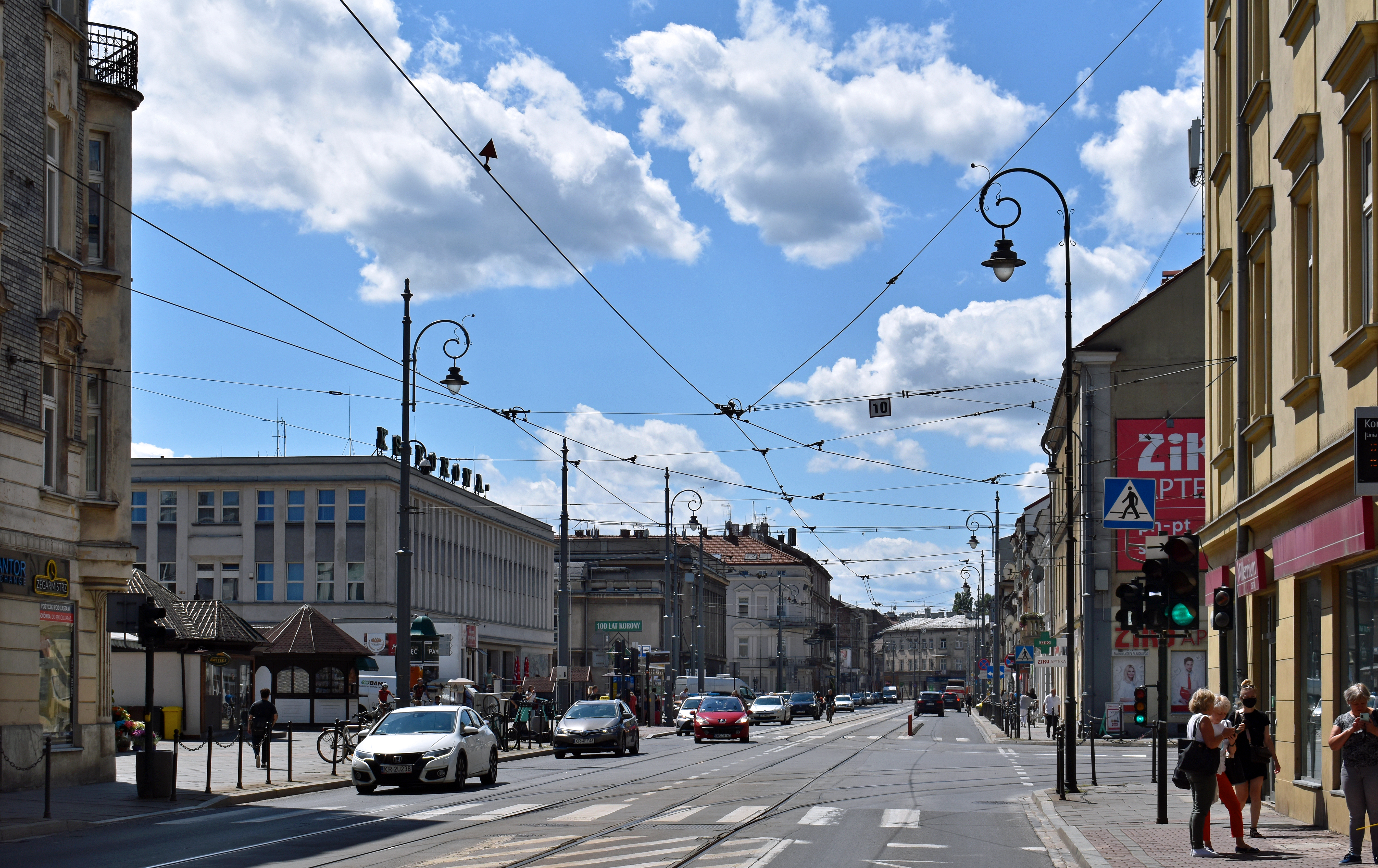
i ulica Kalwaryjska.
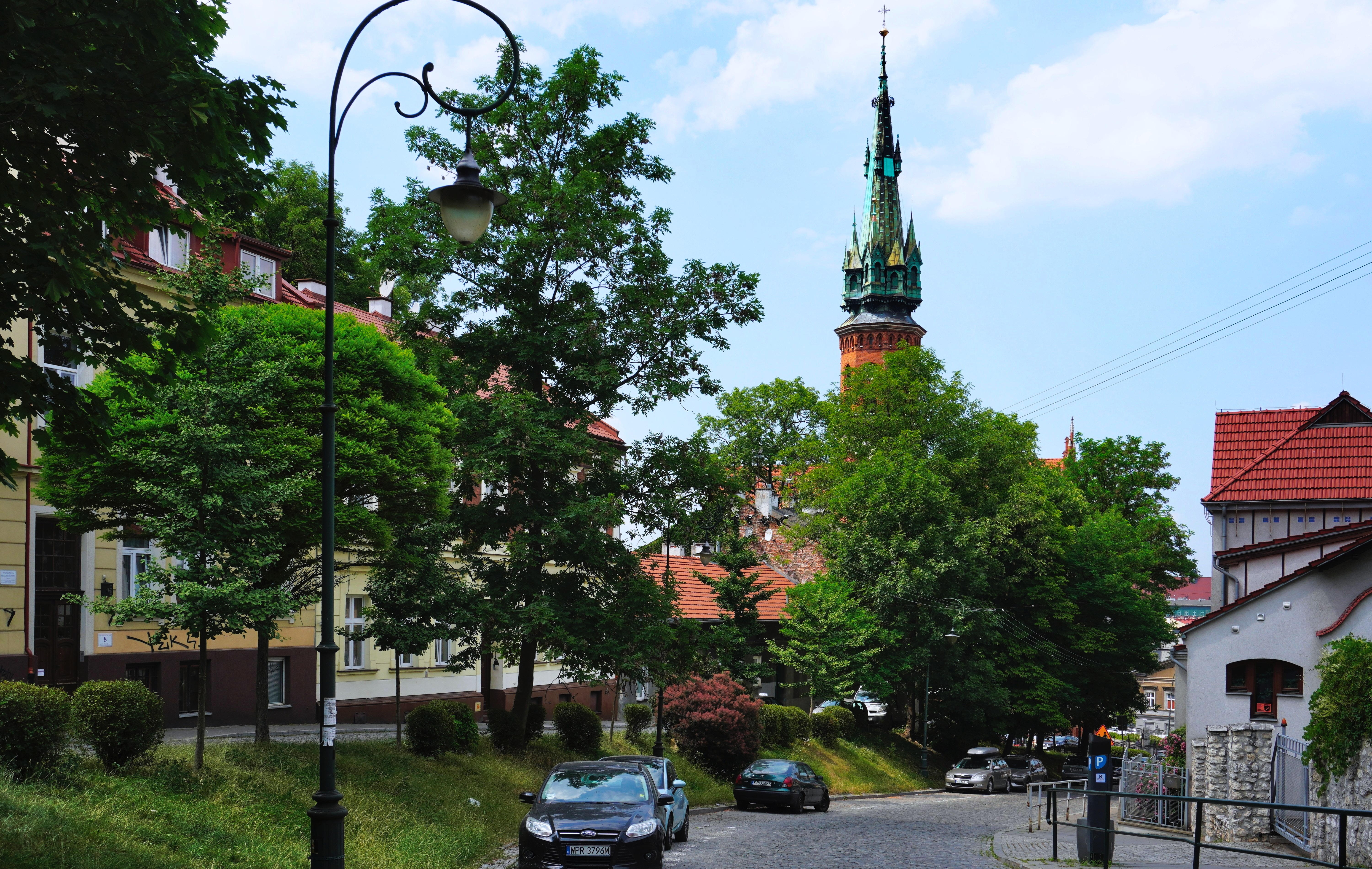
Ulica Parkowa, widok w kierunku Rynku Podgórskiego, wieża Kościoła św. Józefa.
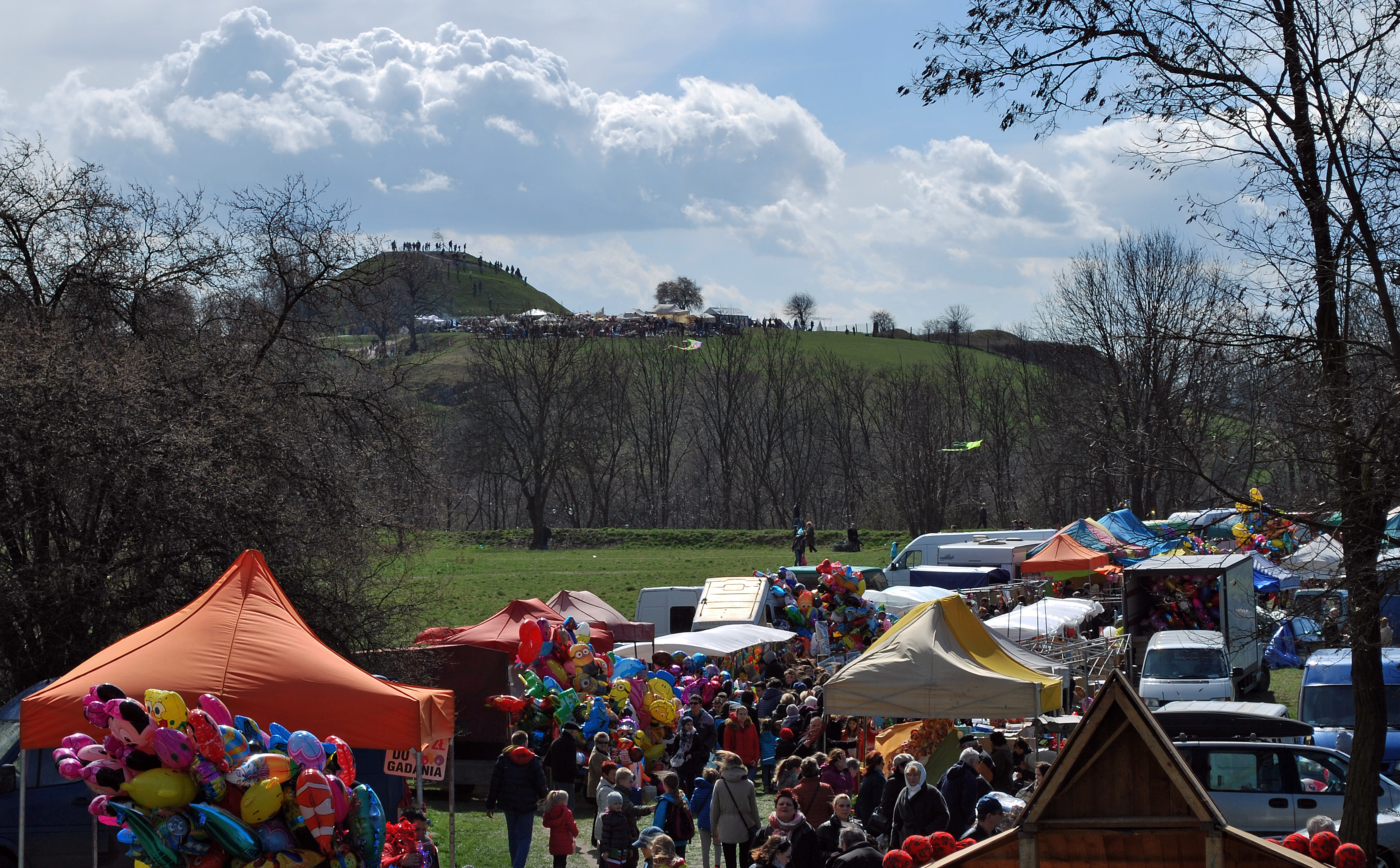
Kopiec Krakusa i Rękawka oraz odpust św. Benedykta (2016). Symbole Podgórza.
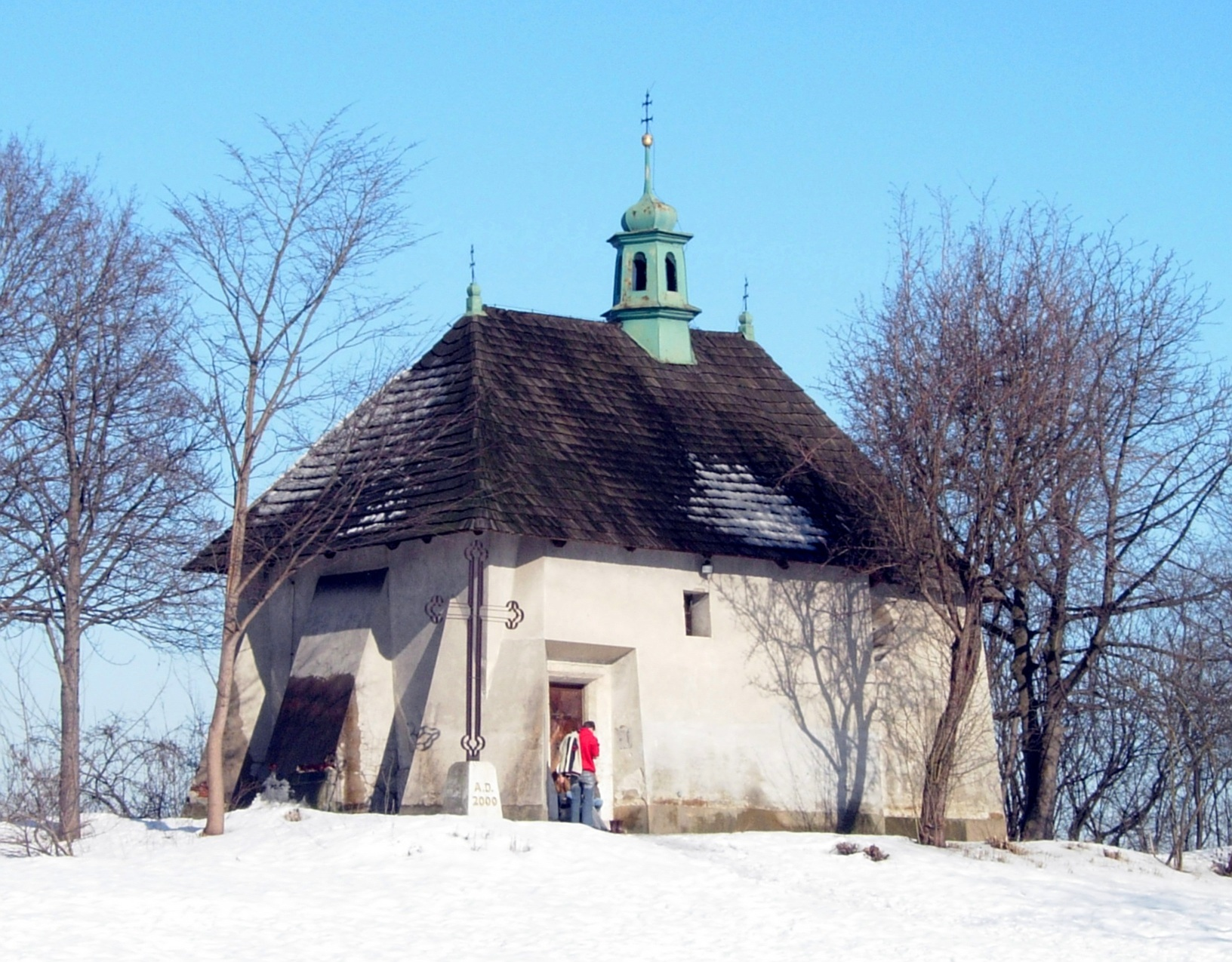
Kościół św. Benedykta.
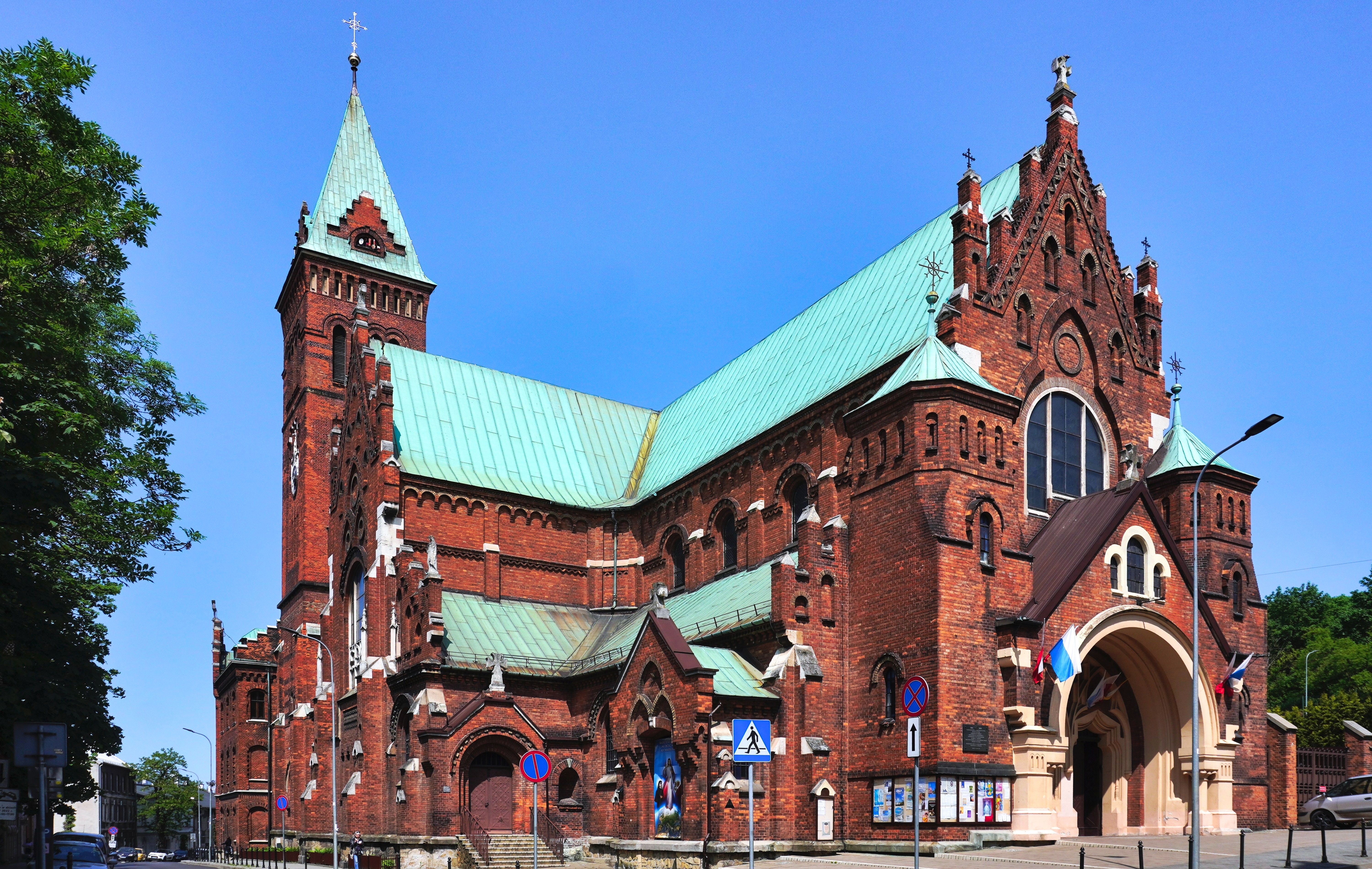
Kościół Matki Boskiej Nieustającej Pomocy.
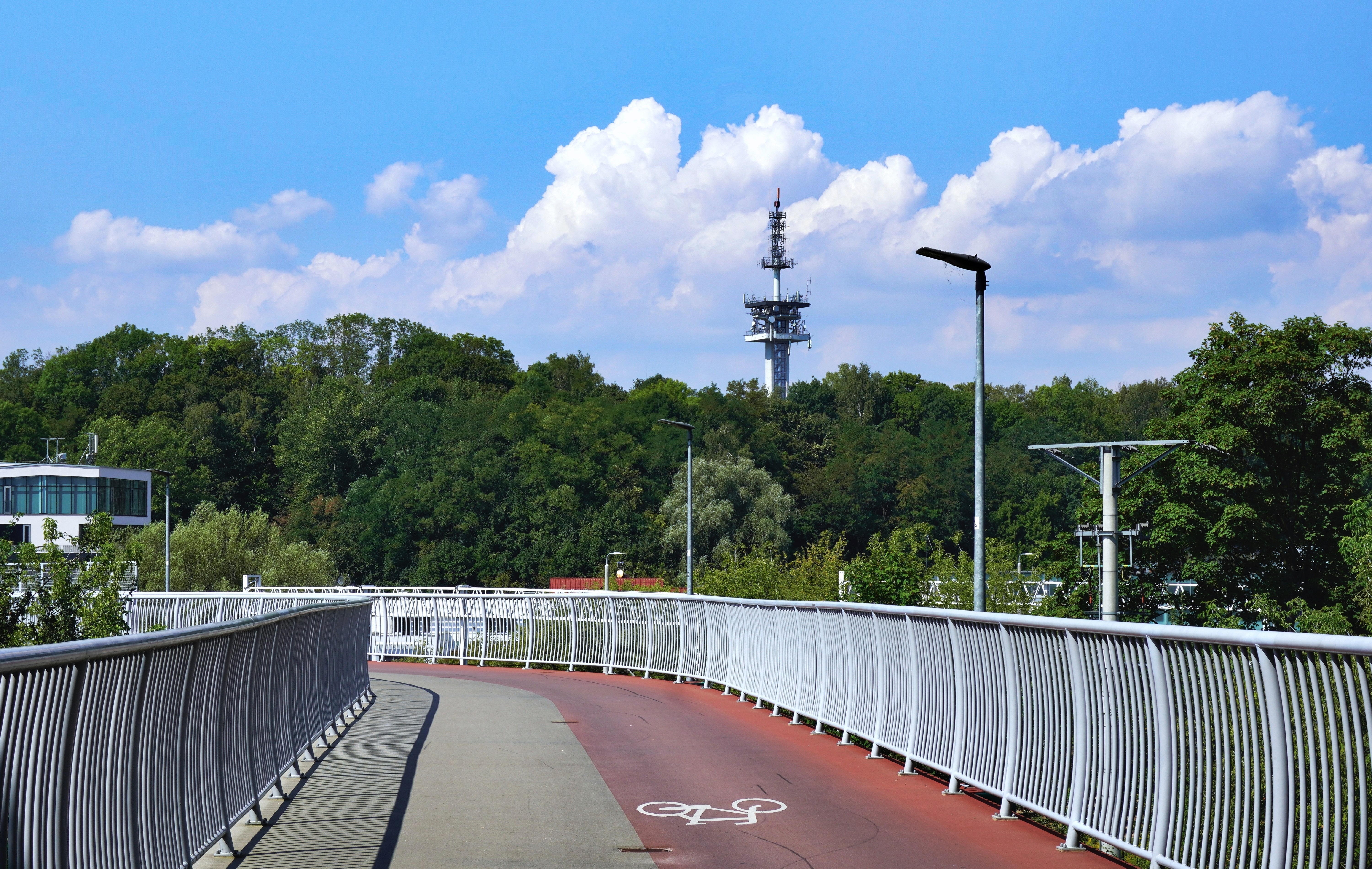
Kładka nad aleją Powstańców Śląskich i wieża telewizyjna SLR Krzemionki.
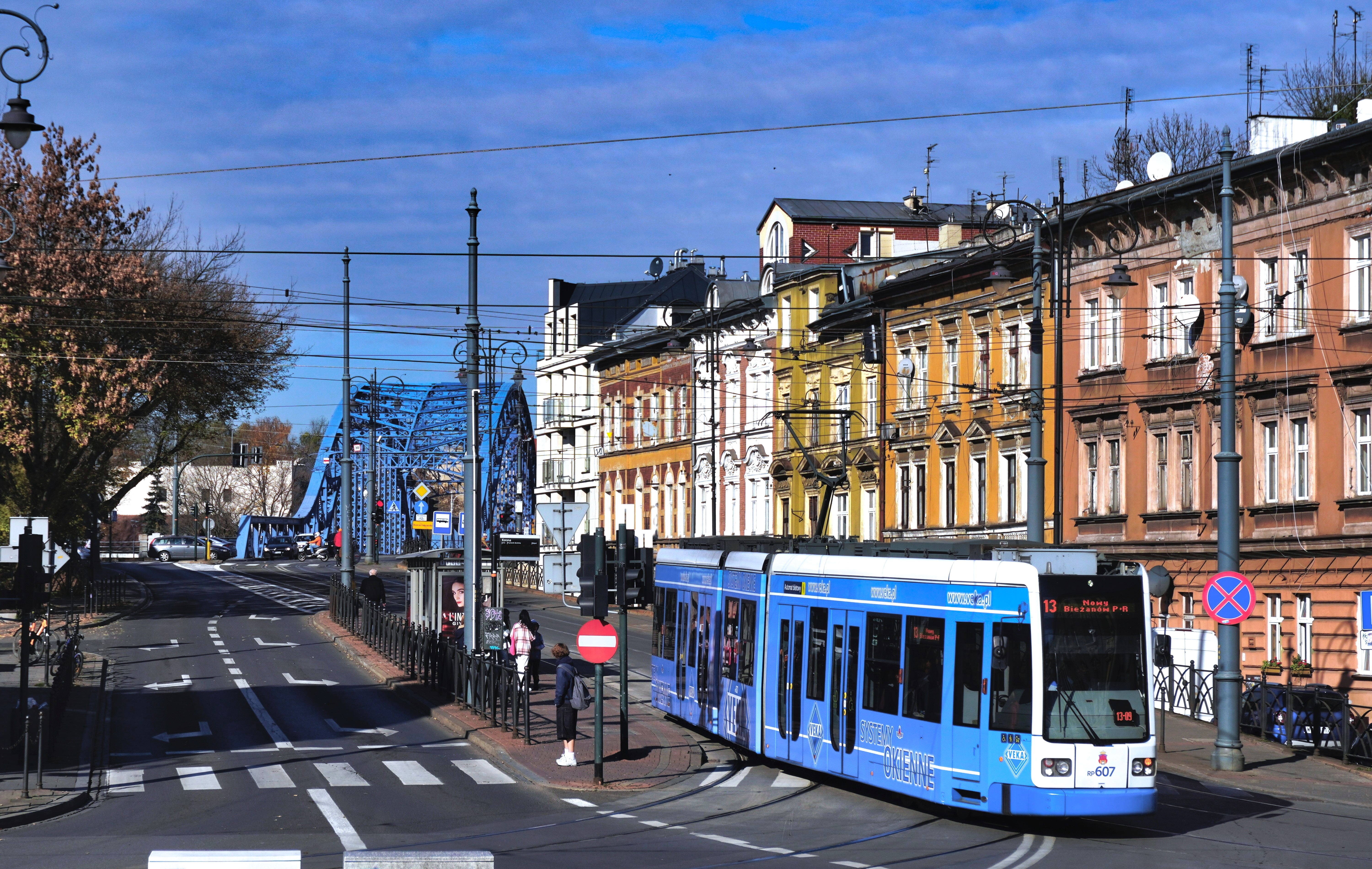
Ulica Legionów Józefa Piłsudskiego.
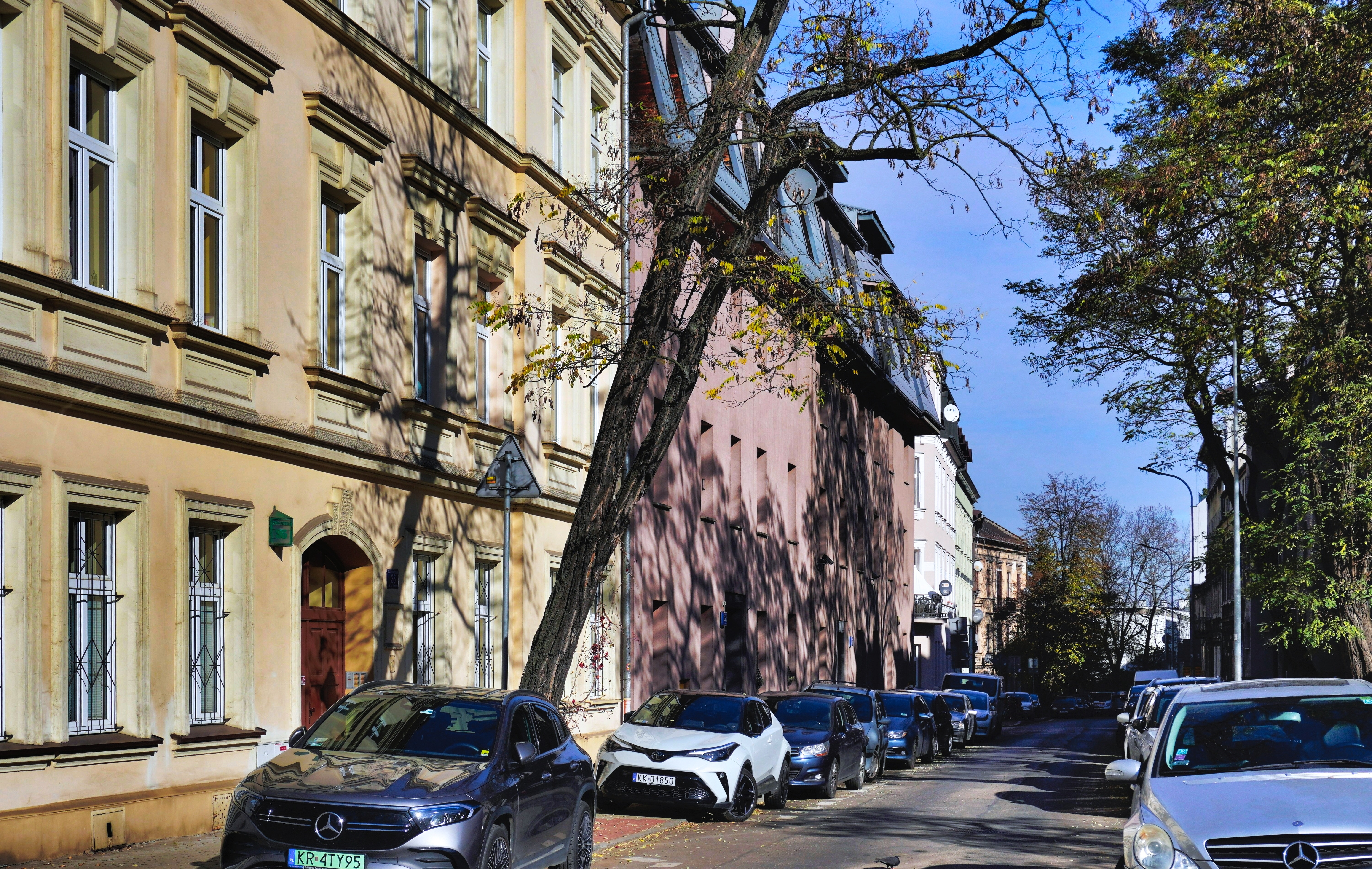
Ulica Jana Zamoyskiego.
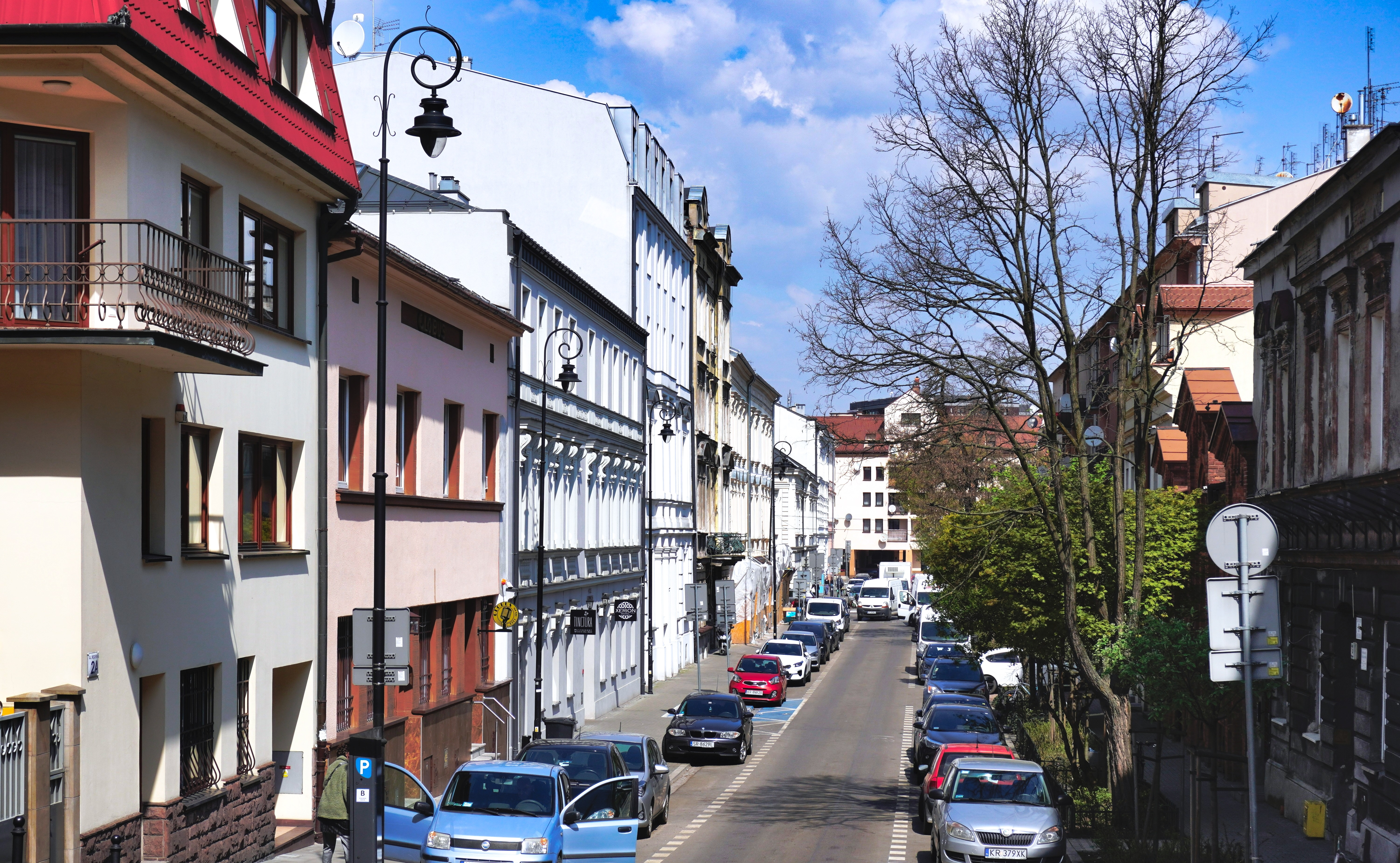
Ulica Węgierska.
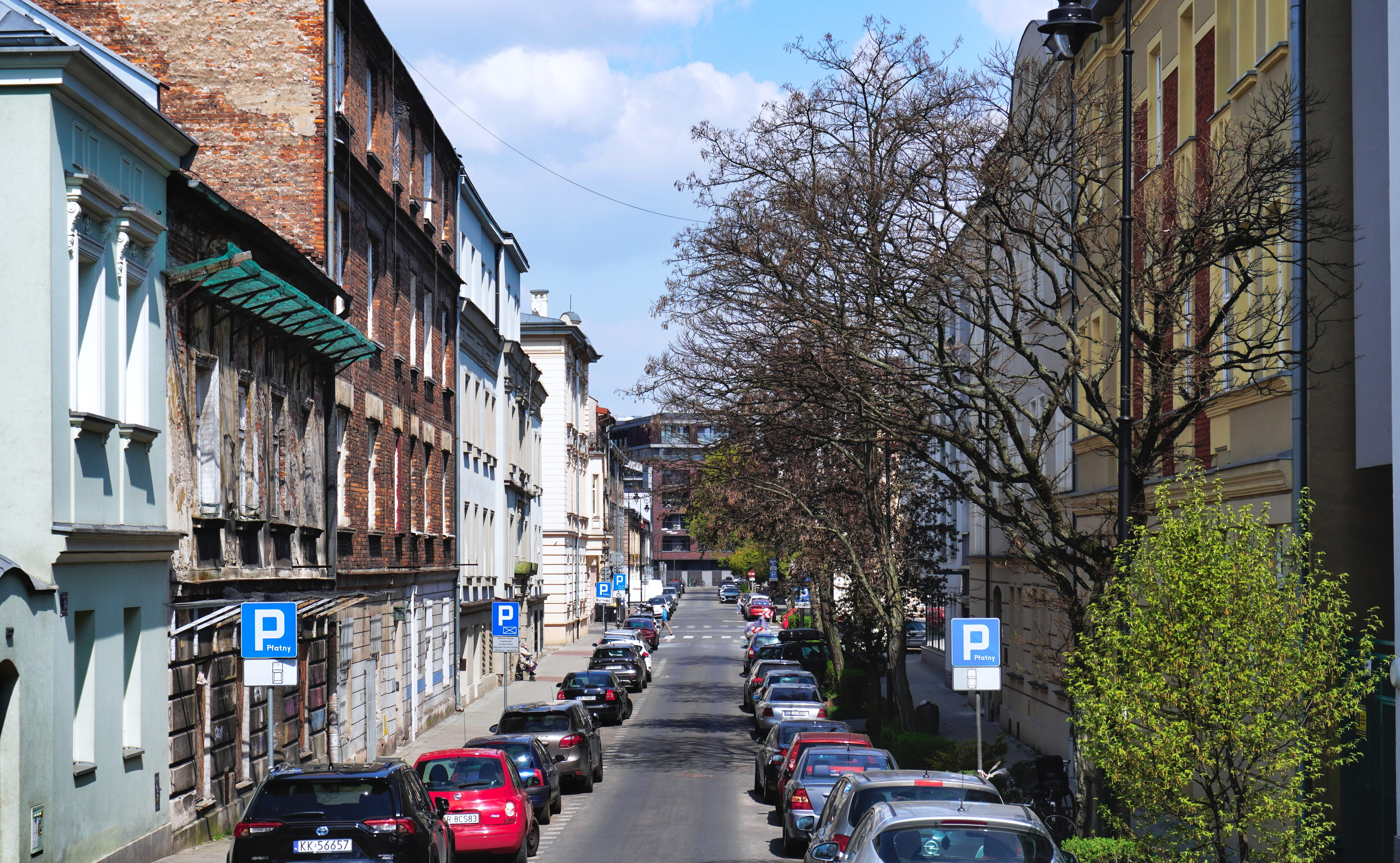
Ulica Krakusa.
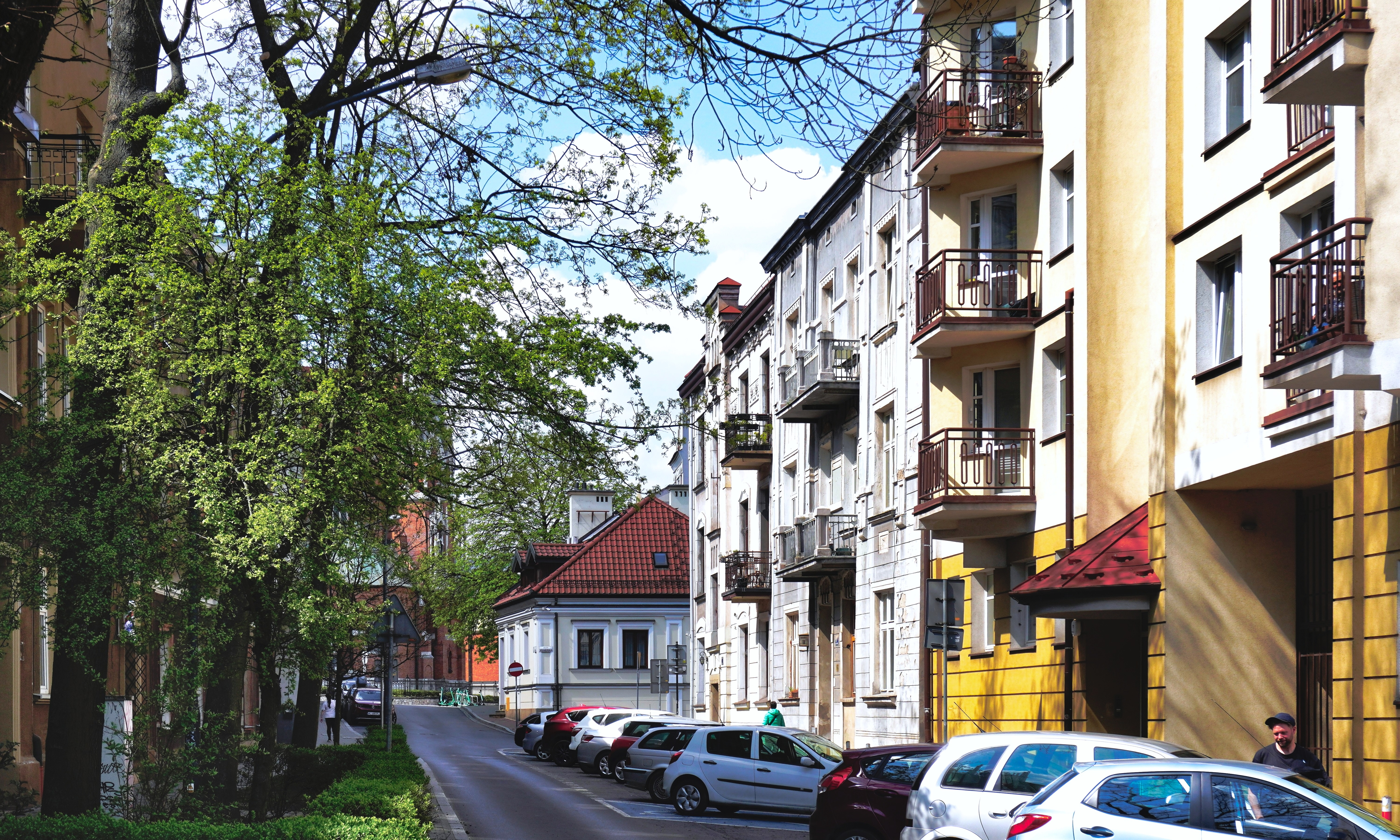
Ulica Rękawka.
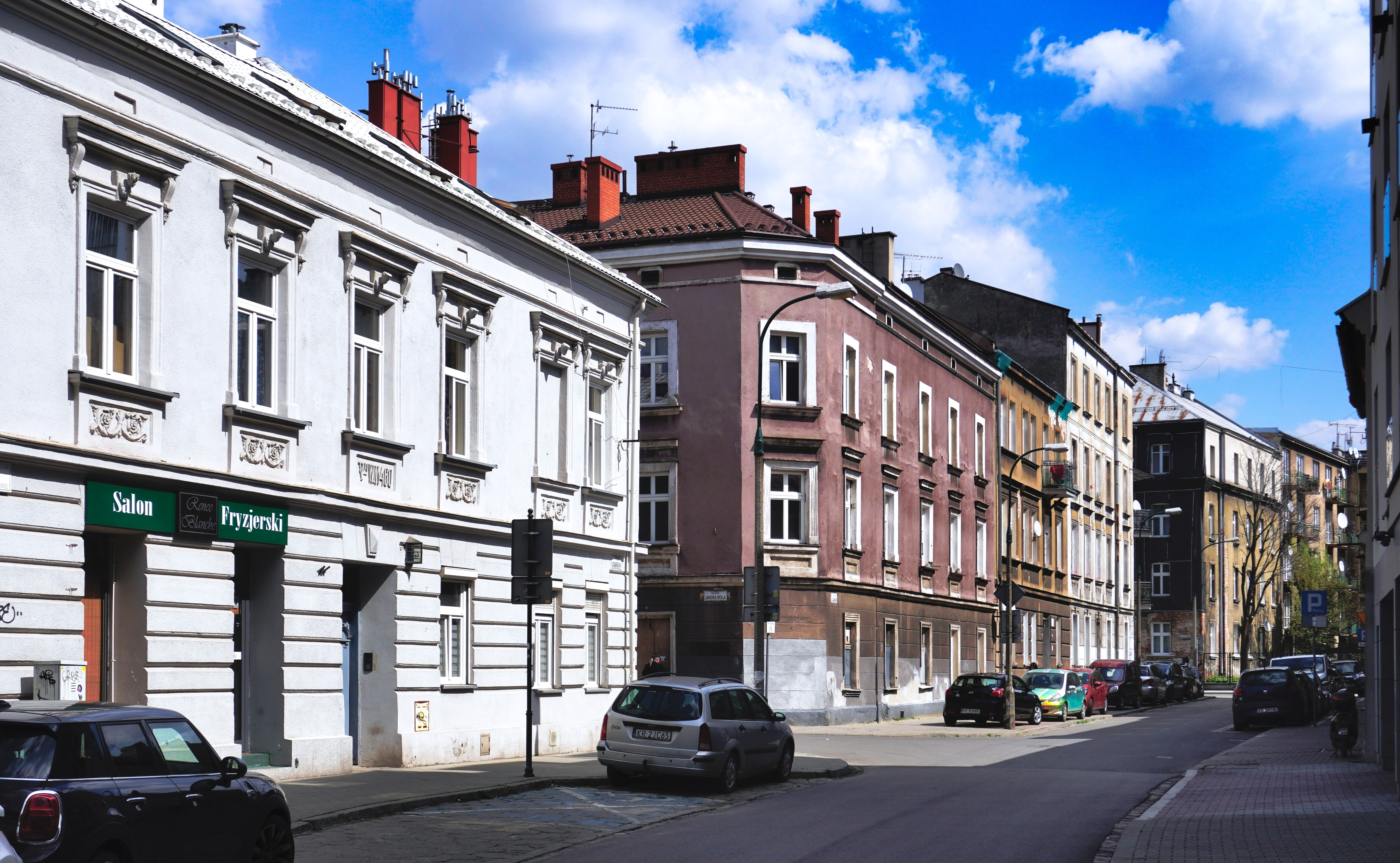
Ulica Dąbrówki.
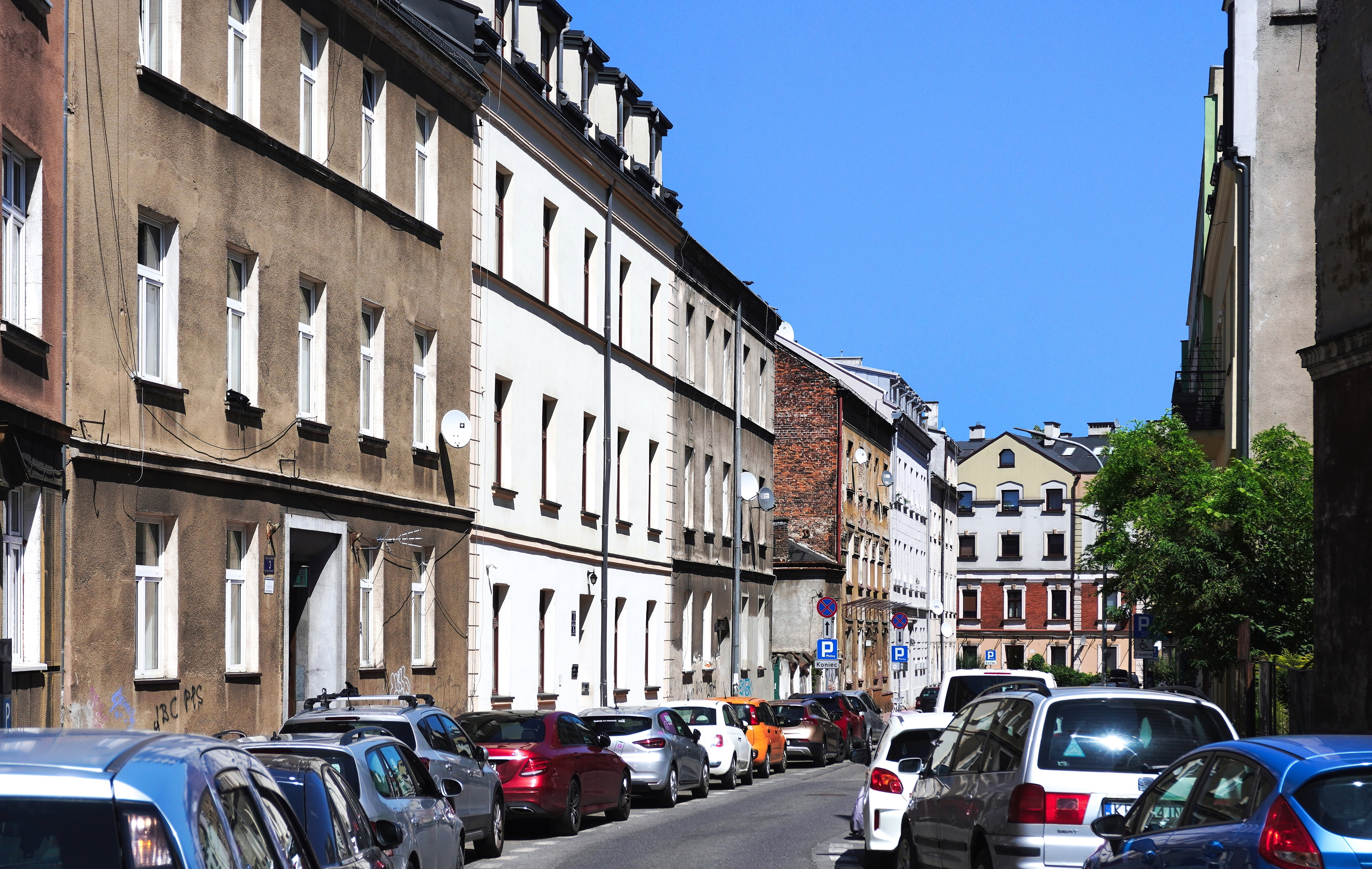
Ulica św. Kingi.
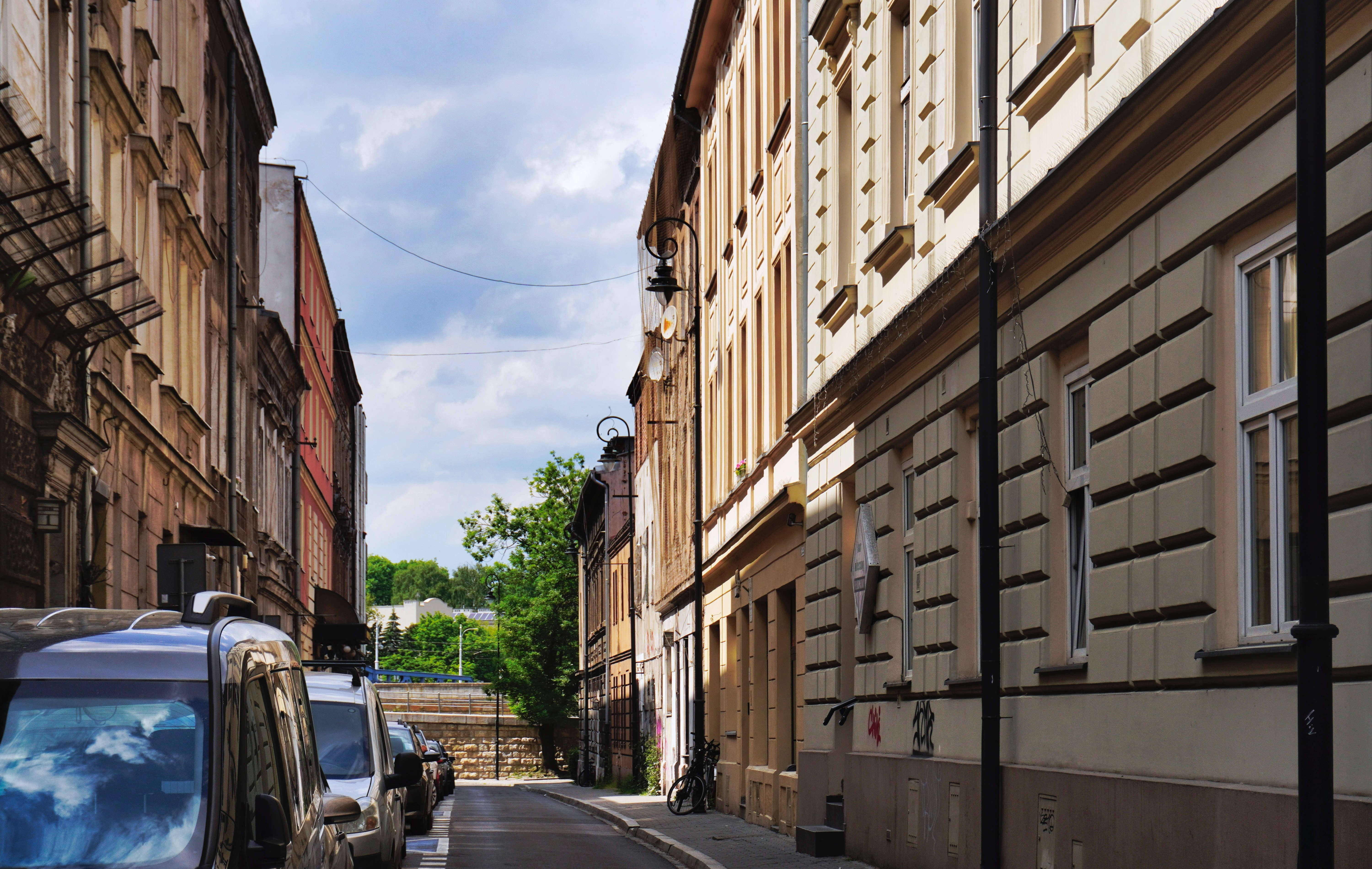
Ulica Celna.
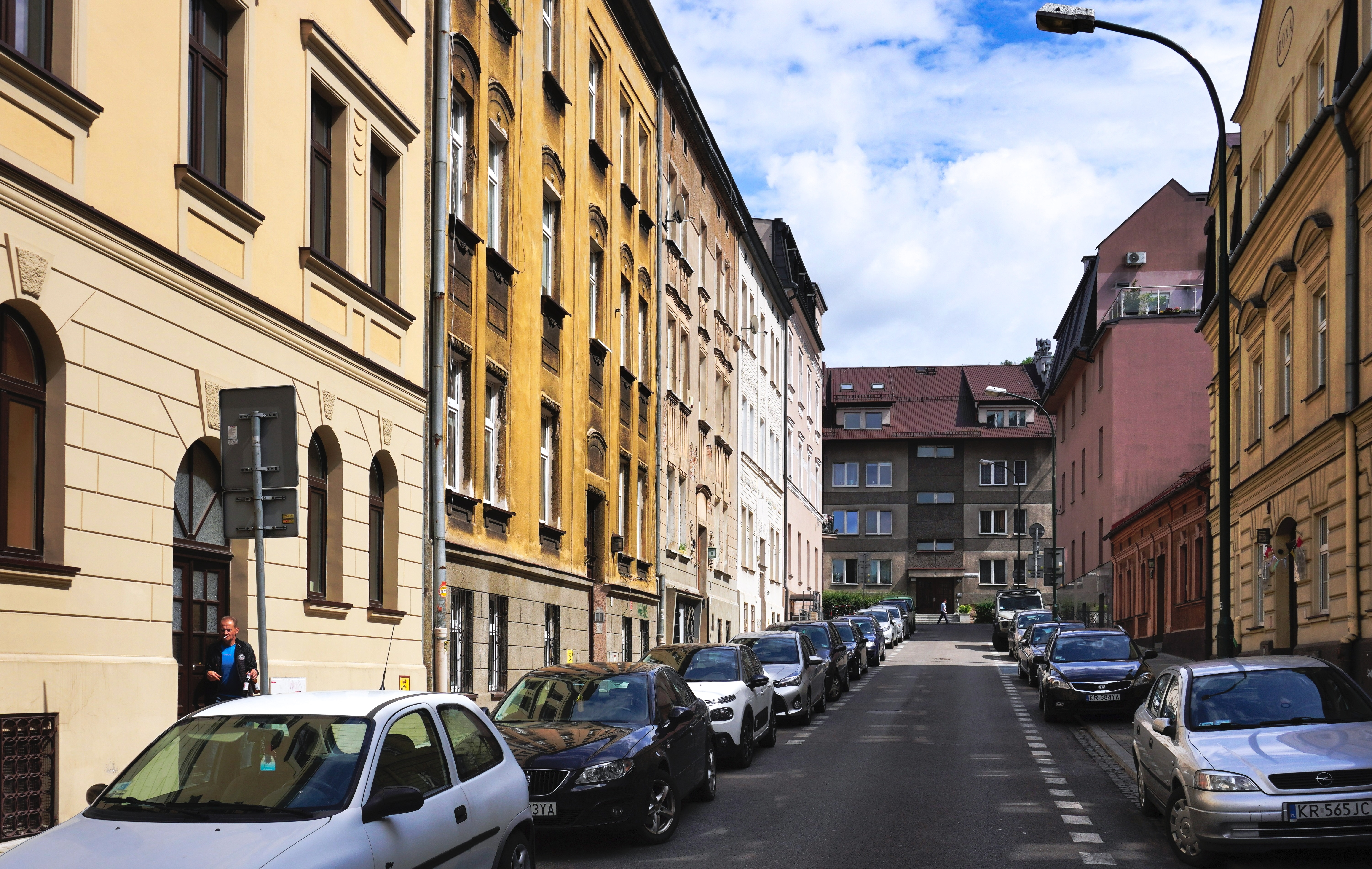
Ulica Stroma.
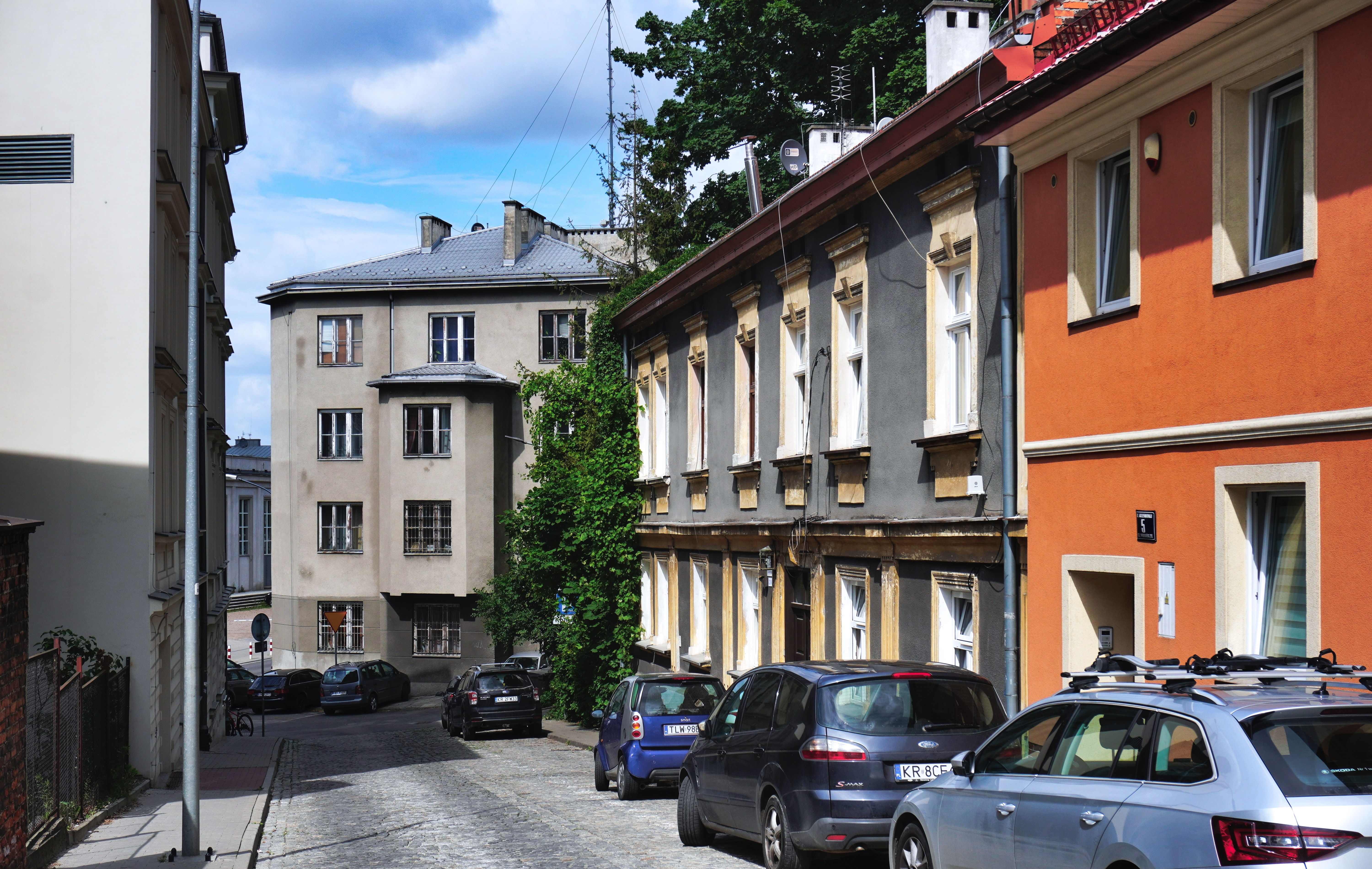
Ulica Krzemionki.
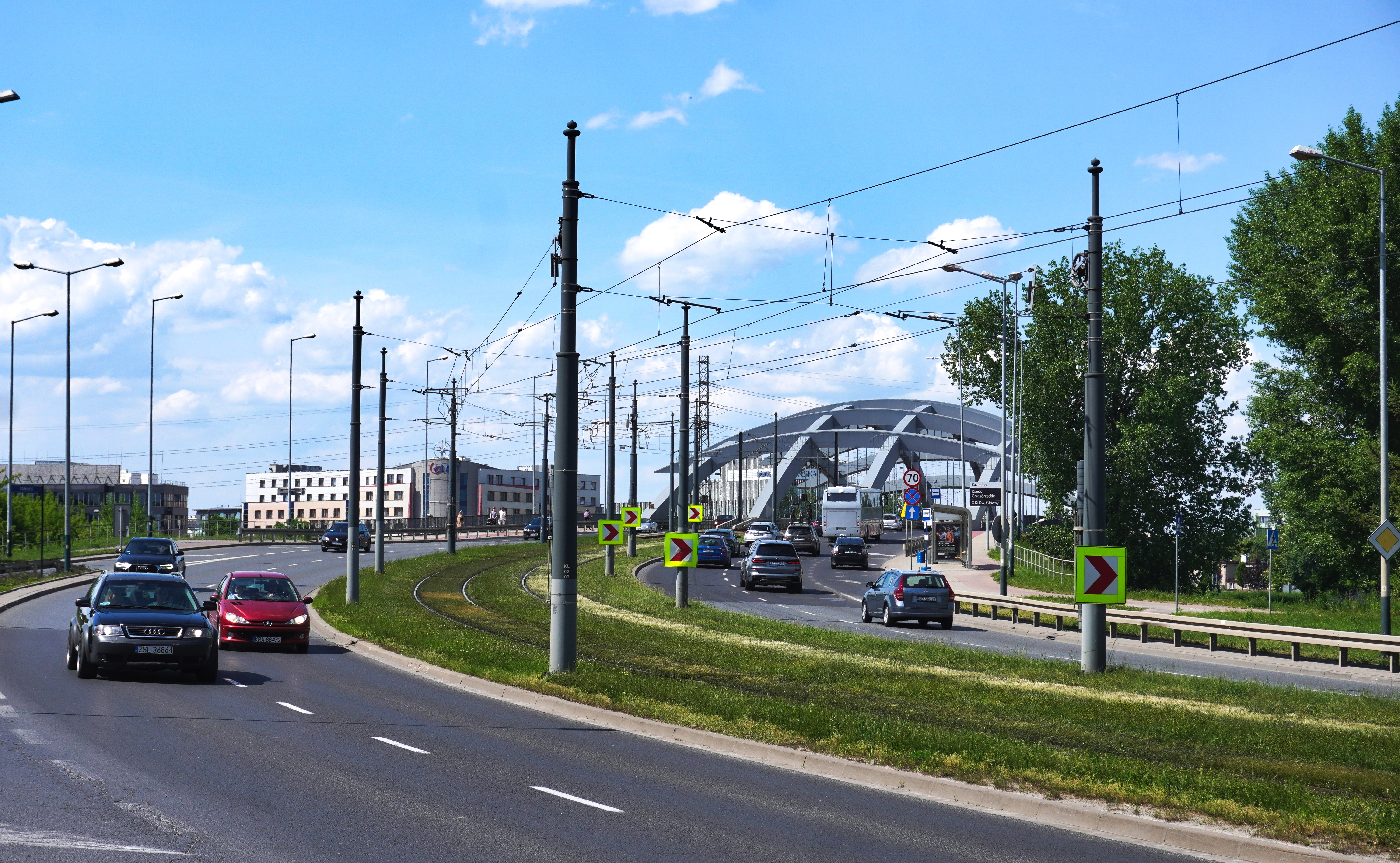
Ulica Gustawa Herlinga-Grudzińskiego.
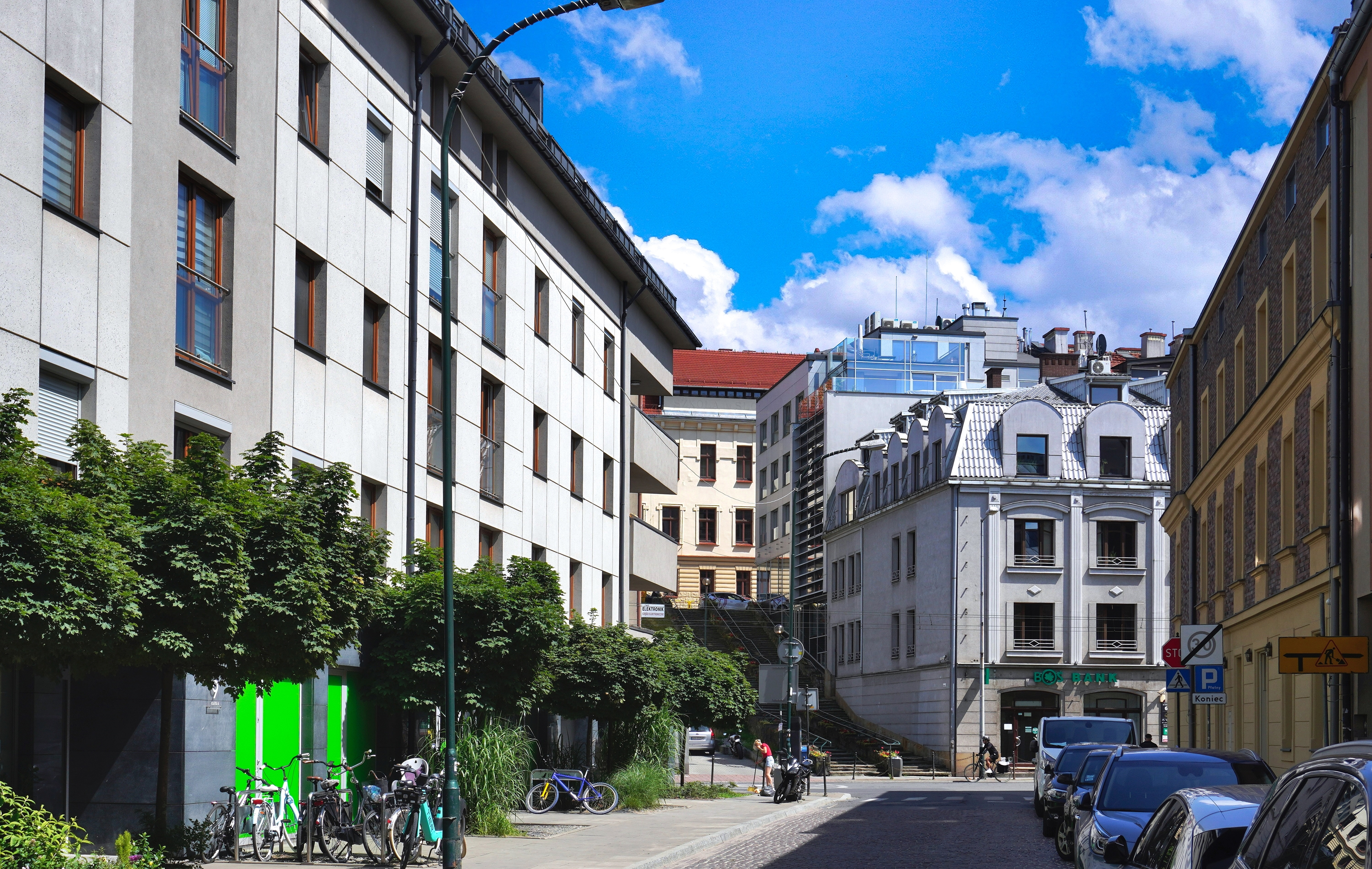
Ulica Śliska.
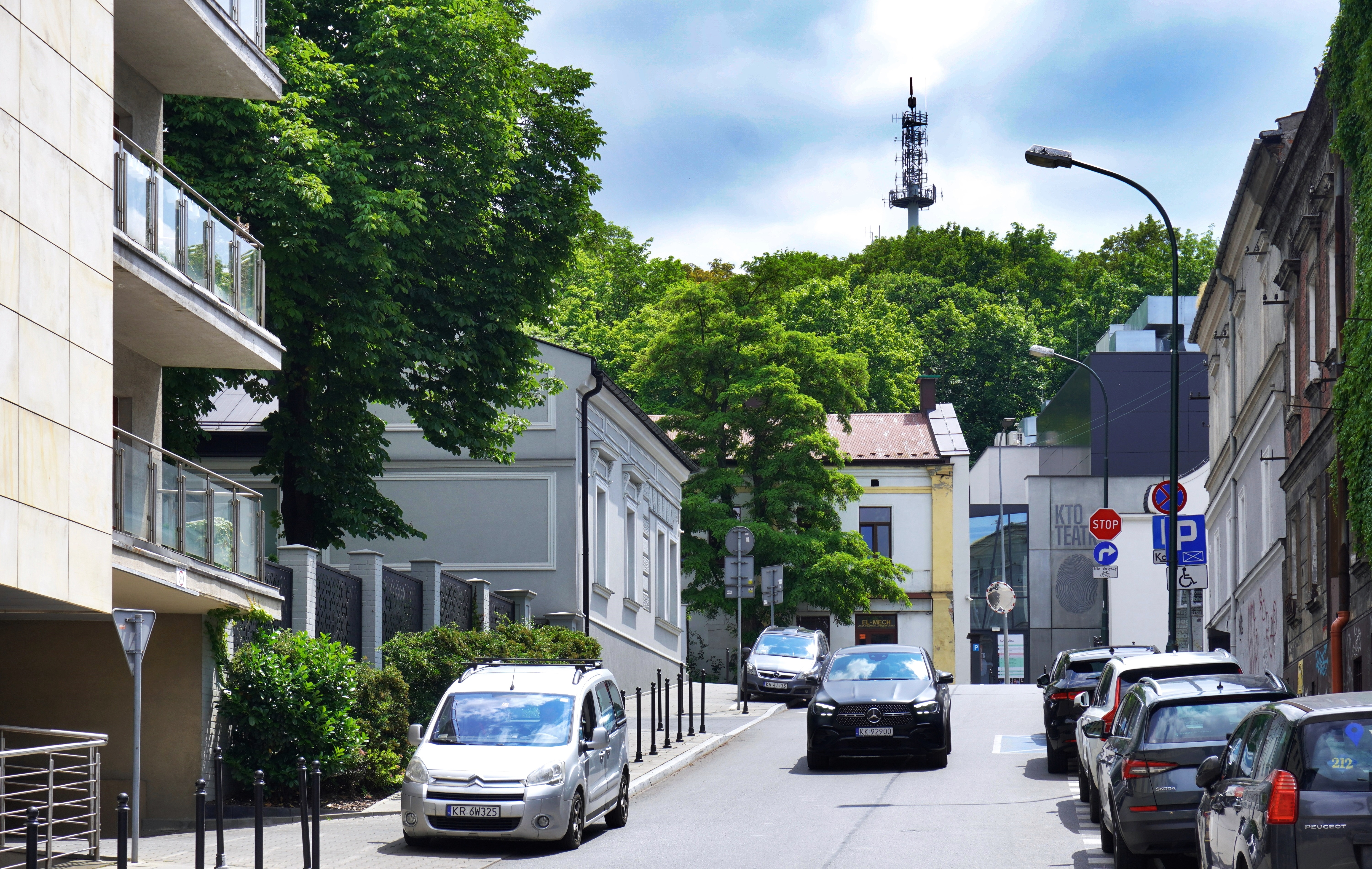
Ulica Smolki.